# Burnin' (canción de Calvin Harris & R3hab)
«Burnin'» —en español: «Quemándose, abreviado»— es una canción realizada en coproducción por el disc jockey británico Calvin Harris y el disc jockey y productor neerlandés R3hab. Es un tema Instrumental, más orientado a las pistas de baile. Fue lanzada el 27 de octubre en Beatport, además será el 4° sencillo del álbum de Harris.

## Lista de canciones
| Descarga digital |                                   |          |  |
| N.º              | Título                            | Duración |  |
| 1.               | «Burnin'» (Calvin Harris & R3hab) | 3:54     |  |

- Datos: Q18221487